# Amphion và Zethus

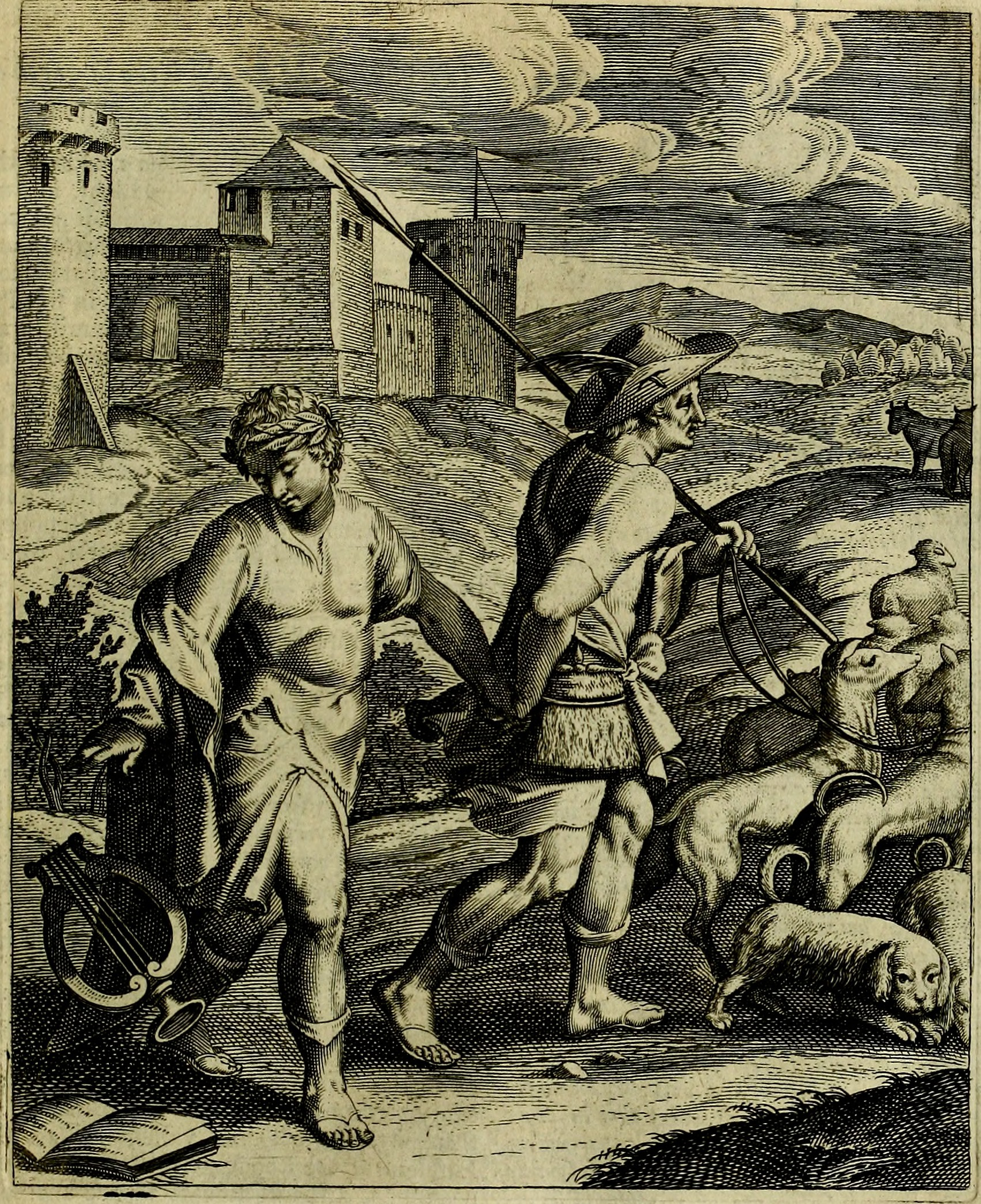
Amphion và Zethus

Amphion (/æmˈfaɪ.ɒn/ (tiếng Hy Lạp cổ: Ἀμφίων, đã Latinh hoá: Amphīōn)) và Zethus (/ˈziːθəs/; Ζῆθος Zēthos), là hai người con trai sinh đôi của thần Zeus (hoặc Theobus) với Antiope. Họ là những nhân vật quan trọng trong việc thành lập nên thành Thebes bảy cổng, vì họ là những người đã có công xây dựng các bức tường thành ở đây.  Zethus hoặc Amphion có một người con gái được gọi là Neis (Νηίς), và người ta tin rằng cổng Neitian ở thành Thebes được đặt tên theo tên của cô.

## Thần thoại

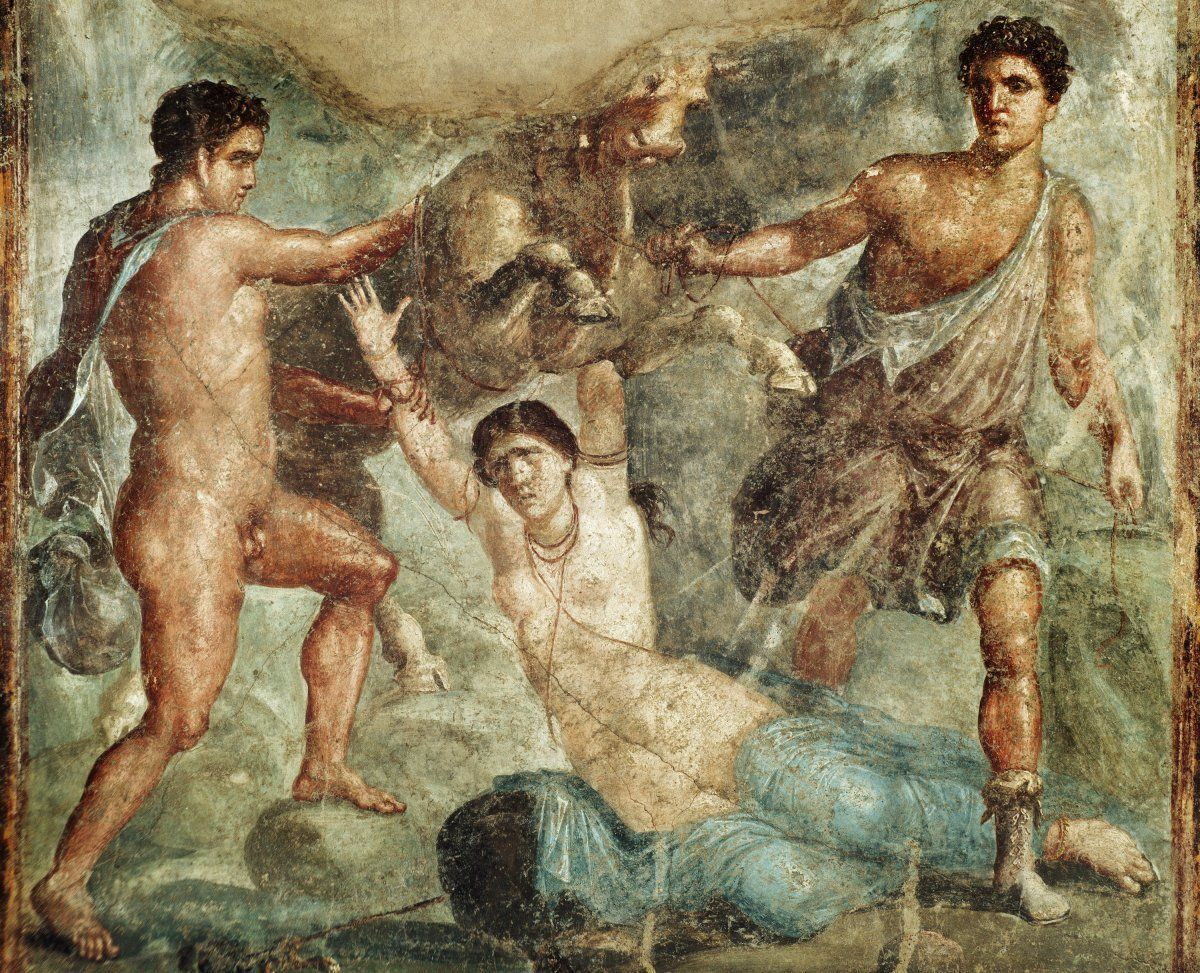
Sự trừng phạt Dirce.

Amphion và Zethus là những người con trai của Antiope, người đã chạy tới Sicyon vì xấu hổ sau khi bị thần Zeus cưỡng hiếp rồi cưới vua Epopeus trị vì ở đây.
Tuy nhiên, Nycteus hoặc Lycus đã tấn công thành Sicyon rồi mang Antiope trở lại thành Thebes và trừng phạt cô. Trên đường trở về, cô sinh ra một cặp song sinh rồi bỏ rơi chúng ở núi Cithaeron. Vợ của Lycus là Dirce, người đã đối xử rất tàn nhẫn với cô trong nhiều năm sau này.
Antiope cuối cùng đã trốn thoát khỏi Dirce và tìm thấy các con trai của cô ở trên núi Cithaeron. Sau khi hai anh em Amphion và Zethus biết được Antiope chính là mẹ của họ, họ giết Dirce bằng cách trói bà vào sừng của một con bò đực, bắt bà phải chết. Họ cũng đã giết Lycus hoặc đã buộc ông phải bỏ ngai vàng. Rồi họ thành lập một đội quân tới chinh phục thành Thebes và lên trị vì nơi đây.
Amphion trở thành một nhạc sĩ và danh ca nổi tiếng sau khi người tình của anh là thần Hermes dạy anh biết cách chơi đàn và tặng anh một cây đàn lia vàng. Còn Zethus trở thành một người chăn súc vật. Amphion và Zethus cùng nhau xây tường thành Thebes theo lệnh của thần Apollo.
Trong khi Zethus cố gắng mang những tảng đá để đắp tường thành, Amphion chỉ cần chơi đàn lia của mình và những tảng đá nhẹ nhàng lướt vào vị trí để trở thành một bức tường thành vững chãi.
Amphion cưới Niobe, con gái của Tantalus, cháu nội của thần Zeus với nymphe Plouto làm vợ. Còn Zethus cưới Thebe nên sau đó thành Cadmea được đổi tên thành Thebes. Cũng có dị bản khác cho rằng thành được đổi tên là Thebes để vinh danh cha của hai anh em Amphion và Zethus là Theobus.

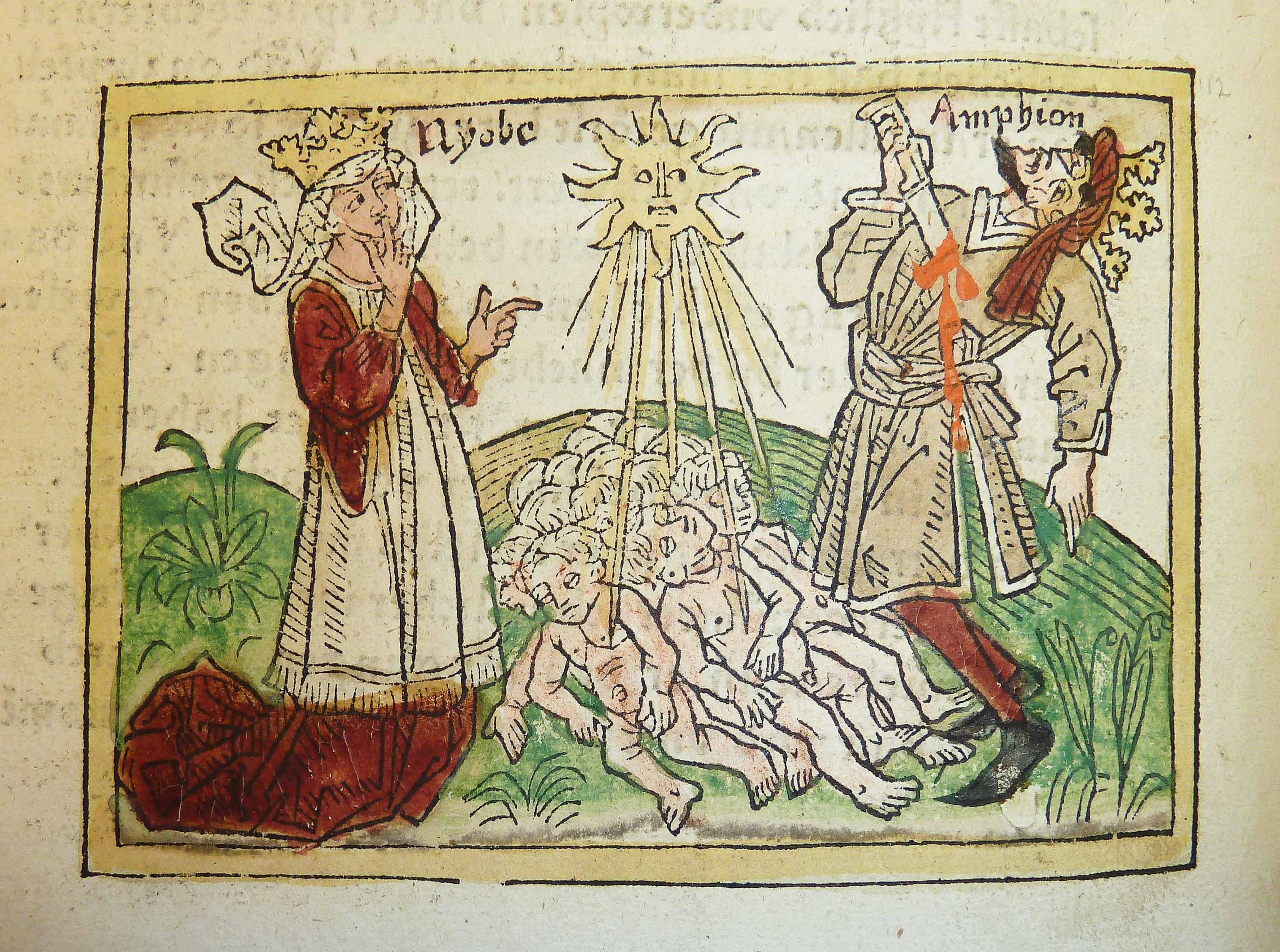
Niobe, Amphion và những người con đã chết của họ, tranh khắc gỗ bởi Johannes Zainer (ca. 1474)

Amphion và Niobe có với nhau nhiều người con. Niobe trở nên kiêu ngạo và xúc phạm đến nữ thần Leto vì bà chỉ có hai người con là Apollo và Artemis. Vì sự khinh thường thánh thần của Niobe, hai vị thần Apollo và Artemis nổi giận giết chết tất cả những người con của Niobe. Theo Ovid, vì quá đau buồn trước cái chết của những người con, vua Amphion đã tự sát, nhưng theo Telesilla, anh đã bị Apollo và Artemis giết cùng với những người con của anh với Niobe. Hyginus viết rằng trong cơn điên loạn, anh đã cố gắng phá hỏng đền thờ thần Apollo, vì vậy anh bị Apollo bắn chết.
Zethus chỉ có duy nhất một người con trai, sau đó phải chết vì sai lầm của người mẹ là Thebe, khiến Zethus tự sát. Theo sử thi Odyssey, vợ của Zethus lại là con gái của Pandareus được kể trong cuốn 19. Cô là người đã giết chính Itylos, con trai của mình trong cơn điên loạn rồi trở thành một con chim sơn ca.
Sau cái chết của Amphion và Zethus, Laius đã lên làm vua thành Thebes.

## Hình ảnh

### Amphion

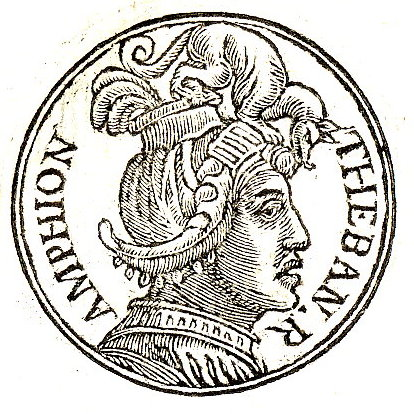
Amphion và Zethus
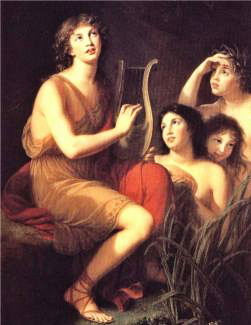
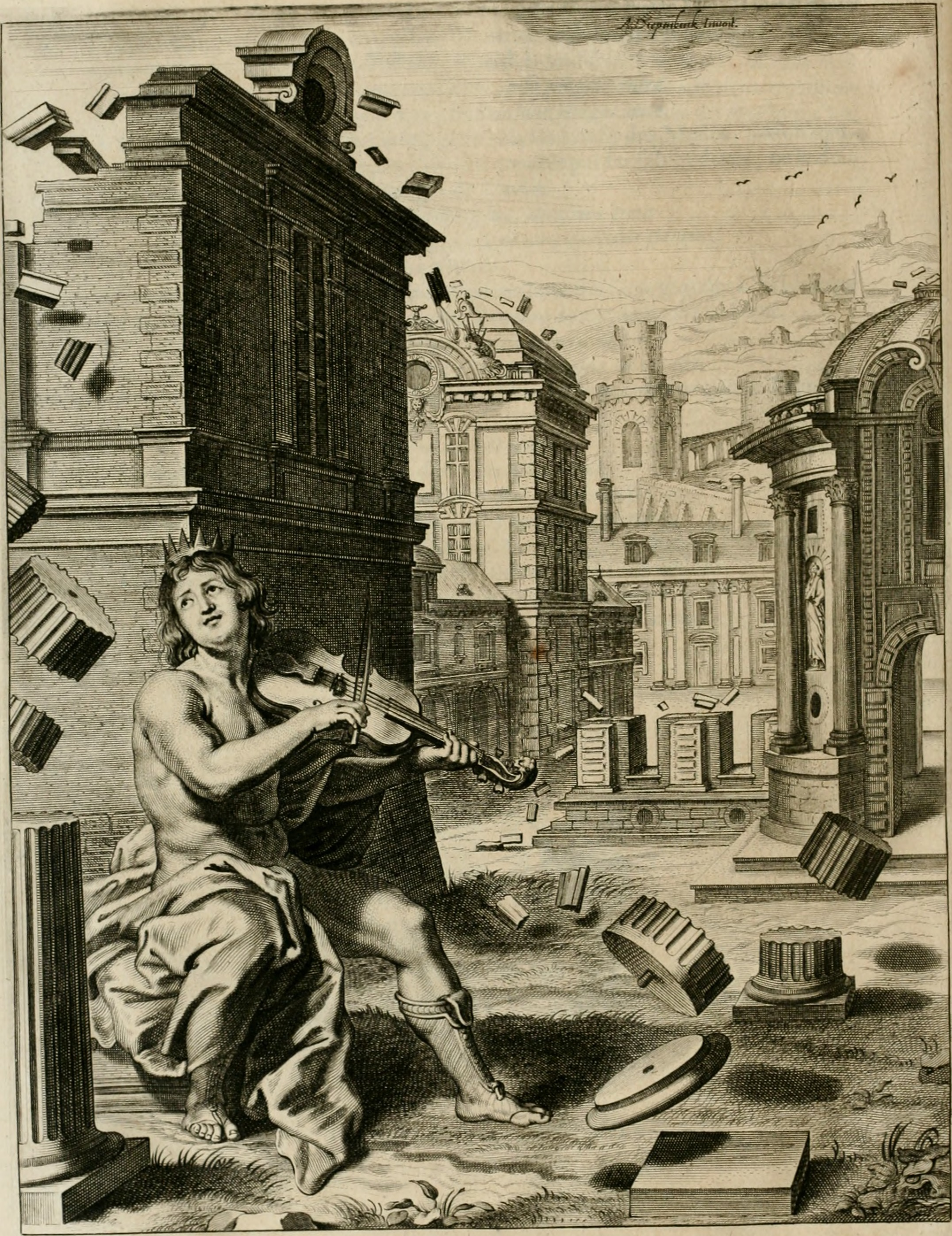
Amphion
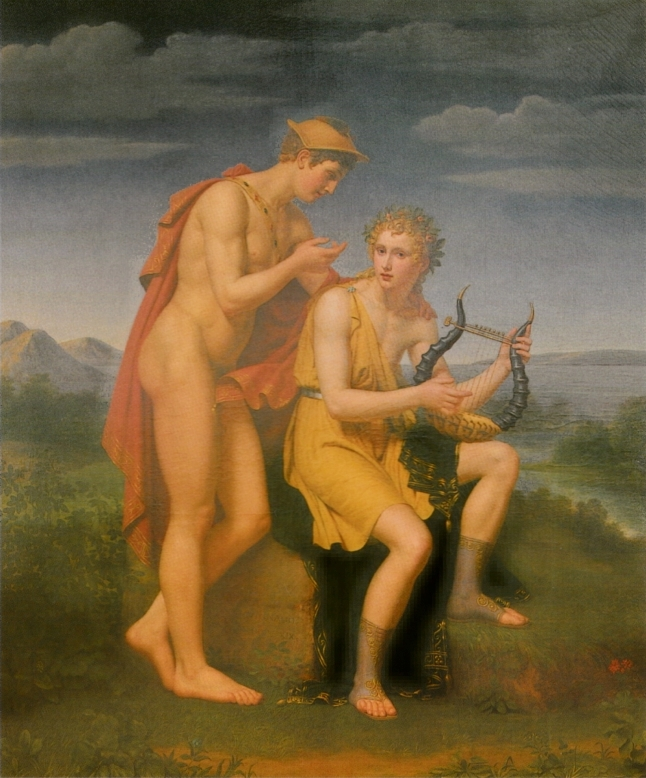
Mercury và Amphion
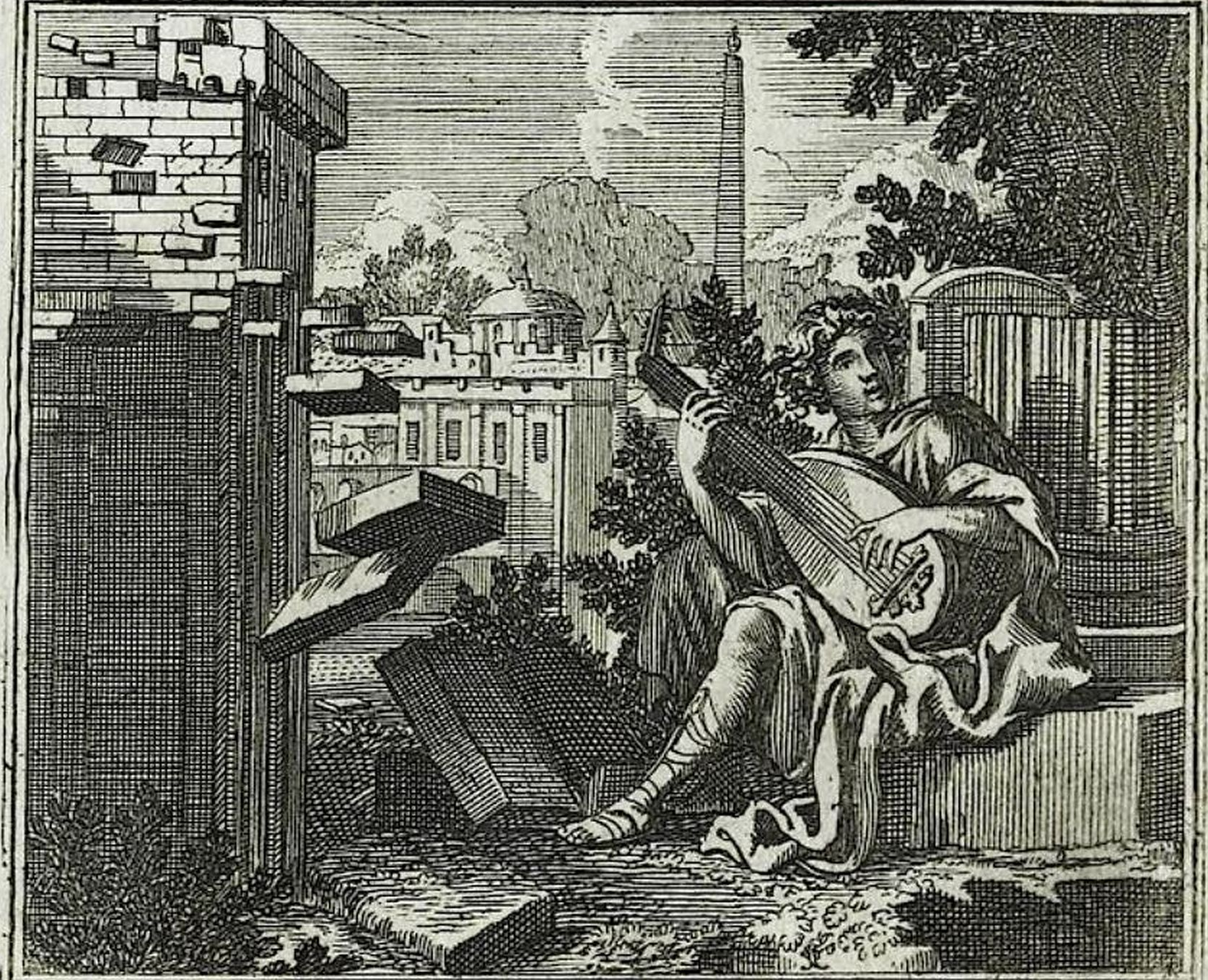

### Amphion và Zethus

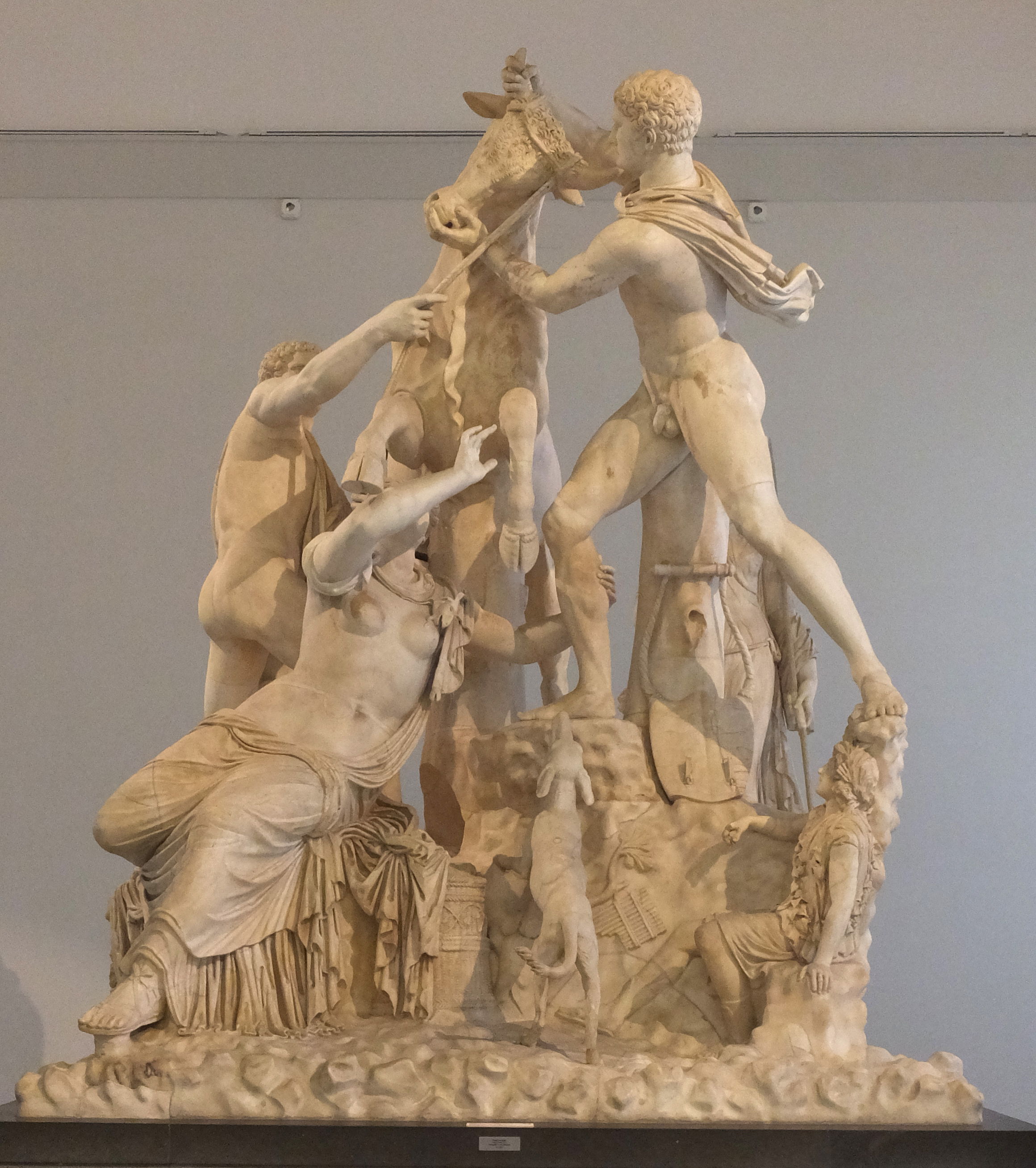
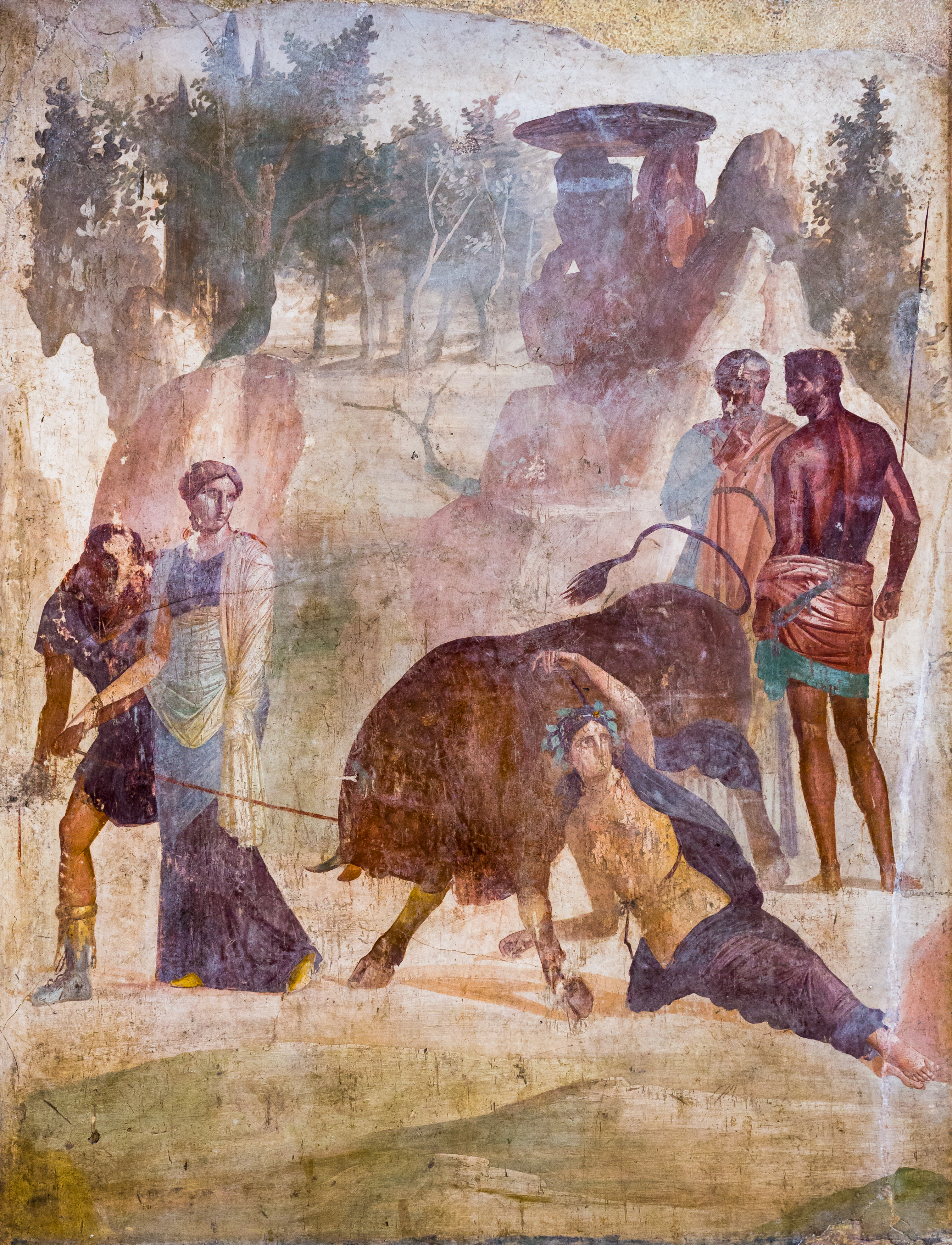
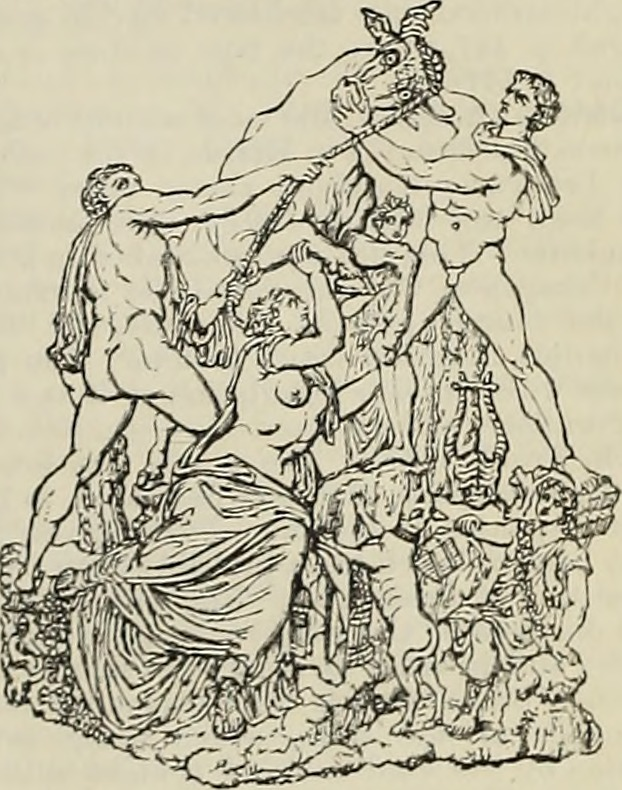
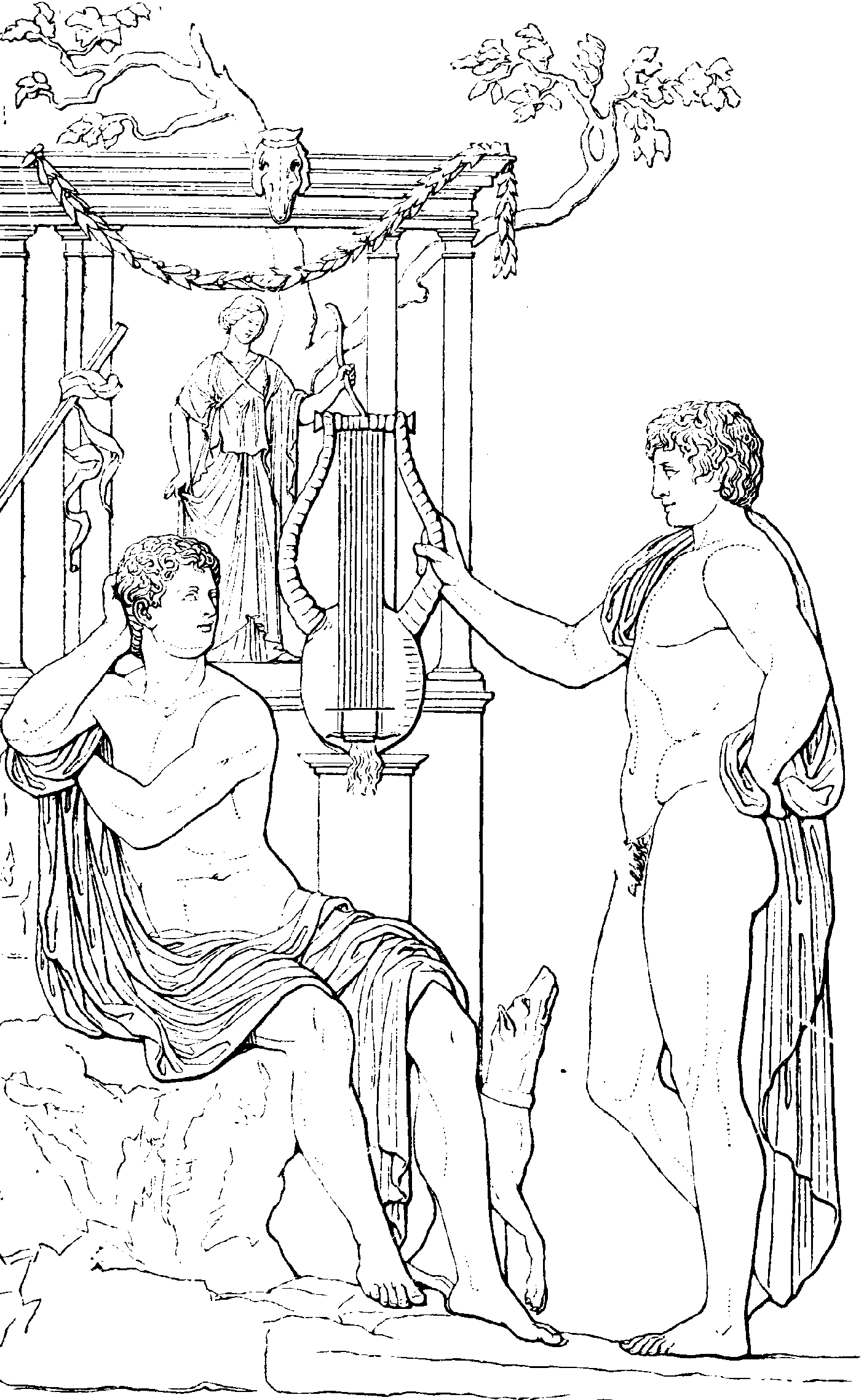
Amphion và Zethus
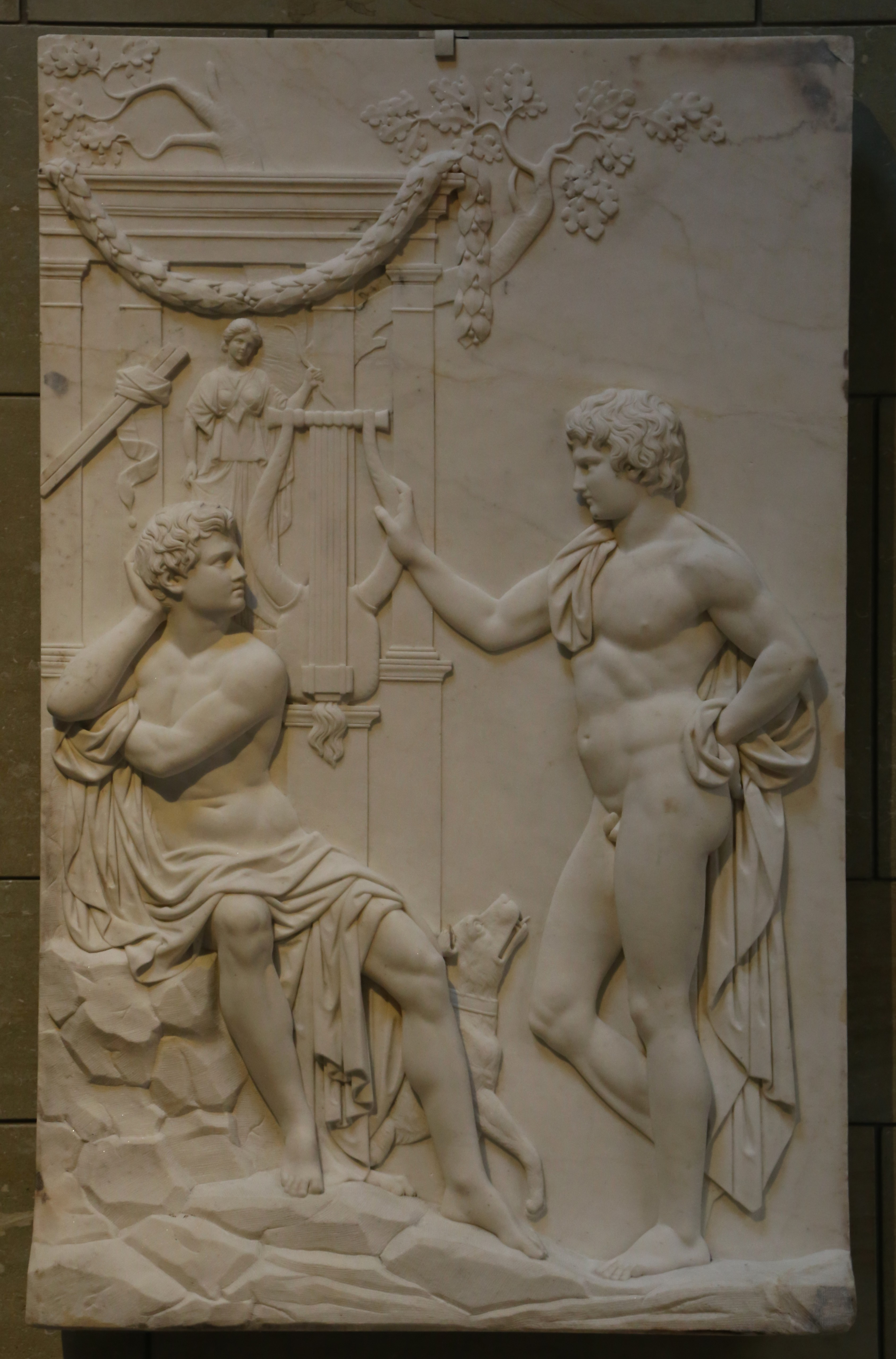